# Schärfen
Als Schärfen wird das Verändern von Bildinformation bezeichnet, wenn diese Veränderung die Unterscheidbarkeit verschiedener Bilddetails untereinander erhöht. Beim Schärfen wird der tatsächliche Informationsgehalt (also die optische Schärfe) nicht erhöht, sondern die Akutanz. Es wird nur der subjektive Schärfeeindruck erhöht.

## Grundlagen

Bilddetails können durch Unterschiede in Farbe und Helligkeit wahrgenommen werden.

Farbe und Helligkeit in Fotos (digital und per Film) wird immer mithilfe einer Farbmischung erzeugt. Verschiedene Farben werden dabei in unterschiedlichen Helligkeiten vermischt – das Resultat ist eine konkrete Farbe mit einer konkreten Helligkeit.
Um Bilddetails stärker voneinander zu unterscheiden (zu schärfen) müssen diese Helligkeitswerte verändert werden. Die Veränderung kann global (das ganze Bild betreffend), lokal (zwischen einzelnen Bildelementen) und strukturell (Veränderung von Punktdichte und Farbtiefe) erfolgen.

## Kontrast

Ein kontrastreiches Foto vermittelt einen hohen Schärfeeindruck.

Kontrast bezeichnet den Unterschied zwischen hellen und dunklen Bildteilen. Schärfen ist die gezielte Veränderung dieses Unterschiedes.
Für diese Kontraständerung existieren zahlreiche Verfahren:
- die Gradationskurve zur Änderung der globalen Dichteverteilung
- der Hochpass-Filter zur Selektion spezifischer Helligkeitswerte
- die Nachbelichtung zur individuellen Kontraständerung
- u. v. a.

## Kontraständerung
Mit allen Kontraständerungen lässt sich der subjektive Schärfeeindruck eines Bildes verändern.
Ein Teil der kontraständernden Verfahren (Beispiel: Helligkeitsregler) werden zur allgemeinen Bildoptimierung eingesetzt – trotzdem beeinflussen sie auch den Schärfeeindruck.
Andere kontraständernde Verfahren (Beispiel: Unscharfmaskierung) werden zielgerichtet zur Erhöhung des Schärfeeindrucks eingesetzt – natürlich verändert sich dabei auch der Helligkeitseindruck des gesamten Bildes.
Der Unterschied zwischen allen kontraständernden Verfahren ist:
- Der Wirkungsbereich der Kontraständerung (Pixelgenau, global, Kantenbetonend…)
- Die Anwendung der Kontraständerung (weiche Übergänge, harte Kanten, subtrahierend wie bei der Unscharfmaskierung…)

|  |  |

## Geschichte
Die Technik, den subjektiven Schärfeeindruck eines Bildes verändern zu können, ist bereits mehr als hundert Jahre alt. Mittels feiner Pinsel und spezieller Farbe wurden die für den Schärfeeindruck wichtigen Bilddetails (meist Augen und Konturen) zart nachgezeichnet. Diese Methode war so erfolgreich, dass sie bis Ende des 20. Jahrhunderts von den meisten Profifotografen für derartige Zwecke benutzt wurde. Auch heute lassen sich mit der entsprechenden Software Bilder so retuschieren, dass sich ihr Schärfeeindruck verbessert.
Die zweite, ebenfalls sehr alte Methode ist die der Kontrastveränderung. Mittels verschiedener Entwicklerchemie und Papiersorten sowie gezieltem Nachbelichten konnte der Kontrast global im gesamten Bild manipuliert werden. In der zweiten Hälfte des 20. Jahrhunderts erhielt die Kontrastveränderung einen entscheidenden Qualitätssprung: die Unscharfmaskierung (dabei wird der Kontrast nur lokal an den Kanten innerhalb eines Bildes verstärkt). Beide Techniken konnten sich erfolgreich im digitalen Fotozeitalter behaupten.
Mit Beginn der 1990er Jahre wurde (sehr unspektakulär) ein neues Zeitalter in der Fotografie eingeläutet. Zu diesem Zeitpunkt wurden 95 % aller Fotos in Großlaboren gefertigt. Die Großlabore führten damals die Technik der automatischen Bildoptimierung ein. In Sekundenbruchteilen wurde jedes (damals analoge) Foto analysiert und manipuliert. Diese Technik konnte in Zehntelsekunden jedes Bild individuell abwedeln, nachbelichten, unscharf maskieren usw. Die Software, die diesem Verfahren zugrunde lag, benötigte eine jahrelange Feinjustierung (sie musste „trainiert“ werden). Daher entstand im Laufe der Zeit ein allmählicher Übergang zu schließlich völlig anderen Sehgewohnheiten. Am besten kann man diese Veränderung an einem Vergleich zwischen Fotos der 1980er und 1990er Jahre beobachten. Obwohl sich die Technik des (von den meisten Fotografen benutzen) Kleinbildfilms in dieser Zeitspanne nicht gravierend geändert hat, erkennt man an den Fotos dieser Zeit deutlich den Unterschied.
In den Jahren des Jahrtausendwechsels begann die massenhafte Verbreitung der Digitalfotografie. Um die damals gravierenden Schärfemängel der digitalen Technik zu kaschieren, wurde die gesamte Bildfertigungsstrecke den Nutzerprofilen angepasst. Ein typisches Beispiel dafür ist das Profil des „Knipsers“: Urlaubs- und Familienmotive sollen in der Größe 10 cm × 15 cm für das Fotoalbum ausgedruckt werden. Die Drucker wurden so eingestellt, dass sie den Schwarzanteil wesentlich mehr erhöhten, als es notwendig gewesen wäre. Das hatte zur Folge, dass die Bildmotive sehr kräftig und kontrastreich aussahen (Schärfeeindruck). Dadurch wurde gleichzeitig die Schwäche der Drucker kaschiert, zarte Farben nur sehr schlecht drucken zu können. Durch die Beschränkung auf 10 cm × 15 cm wurde der physikalische Schärfemangel digitaler Bilder kaum sichtbar.

## Einsatz
Heute gehört das Schärfen zu den elementaren Anwendungen von Grafikfiltern in der Bildbearbeitung und wird außerdem in den meisten bildgebenden Verfahren automatisch eingesetzt. Diese „Schärfefilter“ sind genau abgestimmt bei Wirkungsbereich und Anwendungsart der Kontraständerung in einem Bild. Typische Filter sind
- die Kantenbetonung zur einfachen Erhöhung des Schärfeeindrucks
- die Unscharfmaskierung zur anspruchsvollen Bildoptimierung

Weitere Anwendungen sind
- die Aperturkorrektur zur Verbesserung der Steilheit von Tiefpassfiltern in elektronischen Aufnahmesystemen.